# Pražský přebor 2022/2023
Pražská teplárenská přebor mužů (jednu ze skupin 5. fotbalové ligy) hrálo v sezóně 2022/2023 16 klubů. Vítězem se stalo mužstvo TJ Spoje Praha. Do I.A třídy sestoupily poslední dva týmy SK Hostivař, a SC Olympia Radotín.

## Systém soutěže
Kluby se střetly v soutěži každý s každým dvoukolovým systémem podzim–jaro, hrály tedy 30 kol. Tento ročník odstartoval 5. srpna 2022 úvodními zápasy 1. kola a poslední kolo se odehrálo 17. června 2023.

## Nové týmy v sezoně 2022/2023
- Z ČFL 2021/2022 (skupina A) v návaznosti na korupční skandál byl přeřazen do Pražského přeboru klub FC Slavoj Vyšehrad.
- Z příslušných divizí (Divize A, Divize B, a Divize C) do Pražského přeboru nesestoupilo žádné mužstvo.
- Z Pražské I. A třídy postoupila tato mužstva: TJ Spoje Praha, FC Tempo Praha, a SK Čechie Uhříněves ze skupiny A, ČAFC Praha a ABC Braník fotbal ze skupiny B.

## Výsledná tabulka
| Poř. | Tým                     | Z  | V  | R  | P  | VG | OG | B  |
| ---- | ----------------------- | -- | -- | -- | -- | -- | -- | -- |
| 1.   | TJ Spoje Praha (N)      | 30 | 21 | 4  | 5  | 85 | 37 | 67 |
| 2.   | FK Dukla Jižní Město    | 30 | 18 | 4  | 8  | 90 | 44 | 58 |
| 3.   | FC Přední Kopanina      | 30 | 17 | 6  | 7  | 78 | 47 | 57 |
| 4.   | FC Tempo Praha (N)      | 30 | 16 | 5  | 9  | 75 | 47 | 53 |
| 5.   | Sokol Kolovraty         | 30 | 14 | 6  | 10 | 67 | 58 | 48 |
| 6.   | ČAFC Praha (N)          | 30 | 12 | 8  | 10 | 53 | 49 | 44 |
| 7.   | FC Zličín               | 30 | 11 | 9  | 10 | 52 | 40 | 42 |
| 8.   | ABC Braník fotbal (N)   | 30 | 11 | 8  | 11 | 68 | 70 | 41 |
| 9.   | FK Motorlet Praha B     | 30 | 10 | 8  | 12 | 51 | 49 | 38 |
| 10.  | TJ Sokol Královice      | 30 | 11 | 4  | 15 | 62 | 78 | 37 |
| 11.  | SK Čechie Uhříněves (N) | 30 | 9  | 10 | 11 | 26 | 44 | 37 |
| 12.  | FK Viktoria Žižkov B    | 30 | 10 | 6  | 14 | 60 | 74 | 36 |
| 13.  | AFK Slavoj Podolí Praha | 30 | 9  | 5  | 16 | 30 | 66 | 32 |
| 14.  | FC Slavoj Vyšehrad (S)  | 30 | 8  | 8  | 14 | 53 | 72 | 32 |
| 15.  | SK Hostivař             | 30 | 7  | 8  | 15 | 41 | 61 | 29 |
| 16.  | SC Olympia Radotín      | 30 | 5  | 3  | 22 | 35 | 90 | 18 |

Zdroj:
Poznámky:
- Z = Odehrané zápasy; V = Vítězství; R = Remízy; P = Prohry; VG = Vstřelené góly; OG = Obdržené góly; B = Body; (S) = Mužstvo sestoupivší z vyšší soutěže; (N) = Mužstvo postoupivší z nižší soutěže (nováček)

|  | Postup do příslušné divize (A/B/C) |
|  | Sestup do I. A třídy               |